# Es Migjorn Gran
Es Migjorn Gran è un comune spagnolo di 1 523 abitanti situato nella comunità autonoma delle Baleari, sull'isola di Minorca.